# バルメン宣言

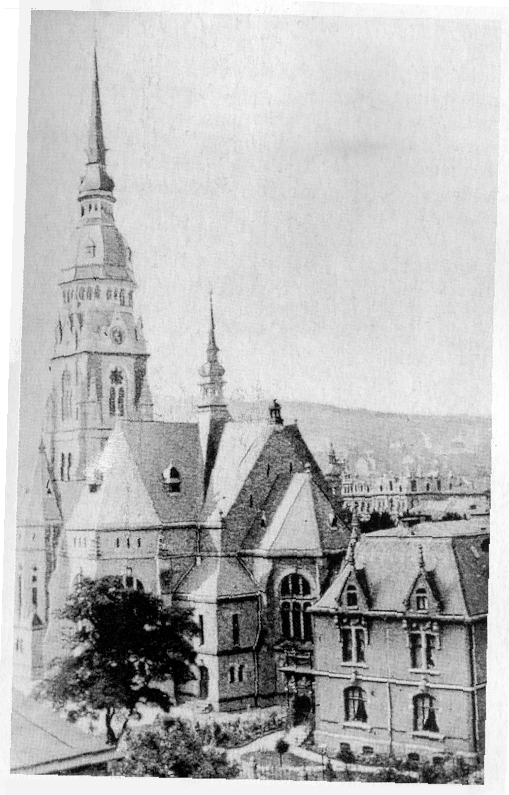
第1回全国告白会議が開催された: バルメン-ゲマルケ教会

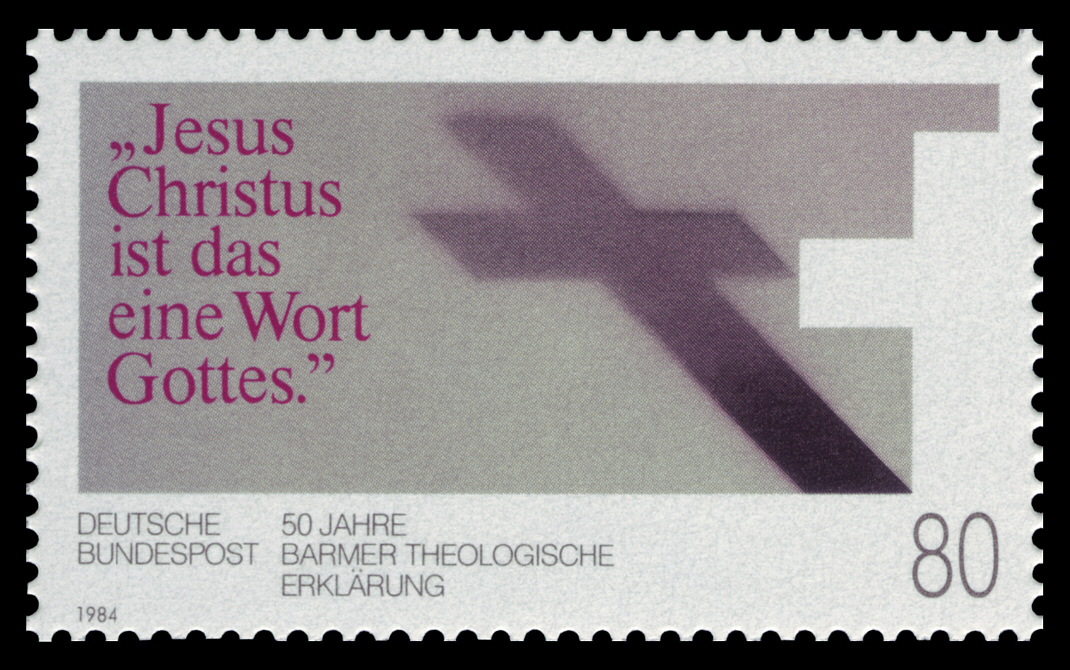
イエス・キリストは神の言葉である: ドイツ連邦郵便発行のバルメン宣言50周年記念切手 1984

バルメン宣言（バルメンせんげん、ドイツ語: Barmer Theologische Erklärung）は、1934年にカール・バルトを中心として出された、イエス・キリストのみをこの世の支配者と見なす6条からなるドイツ教会闘争の神学的根拠になった宣言である。
バルメン宣言の正式名は「ドイツ福音主義教会(DEK)の現状に対する神学的宣言」である。バルメン宣言は国家社会主義ドイツ労働者党統治時代のドイツに存在した告白教会の神学的基盤であった。バルメン宣言はトーマス・ブライトとハンス・アスムッセンとの協働をもとに主としてカール・バルト によって起草された。ヴッパータール‐バルメンで1934年5月29日から31日まで開催された告白教会の第1回全国告白会議においてハンス・アスムッセンによる講演と共に採択された。多くの福音主義領邦教会において主流をなした、ナチズムに同調するドイツ・キリスト者(DC) に対抗したバルメン宣言は告白教会内部においてもその理解をめぐって対立が生じた。
それだけでなく、バルメン宣言は20世紀ドイツ教会の指針となる教説であると同時に信仰証言と見なされている 。
ドイツ福音主義教会 (DEK)内の州教会、福音改革派教会、旧福音合同教会(EKU)等の加盟していた合同派州教会、さらに中部ドイツ福音主義教会、北ドイツ福音ルター派教会、およびオーストリア福音主義教会アウクスブルク信仰告白派等のルター派州教会においてバルメン宣言は教憲において基本信条に含まれている。

## 経緯
1933年にナチスはドイツで政権を掌握した、講義の前にアドルフ・ヒトラー総統への敬礼をもって始めることに、ボン大学のカール・バルト教授は拒否した。そこで、1934年4月30日に、バルトはボン市警察局に召還されて尋問された。5月26日には一時的に監禁されたが、バルトはそれに屈せずに、5月末に、告白教会を強化するためにドイツ全体レベルの会議を招集することを提案した。その結果、5月29日から31日まで告白教会の第1回全国告白会議がバルメンで開催され、バルトが起草した宣言が5月31日に採択された。それが、バルメン宣言である。

## 批判
バルメン宣言に基づいて、告白教会はドイツ・キリスト者(DC) に対抗する形で設立された。福音主義教会内部においてさまざまな対立が生じていた。新約聖書学者パウル・アルトハウス、組織神学者ヴェルナー・エーレルト、牧師フックス、グリースバッハ、ザイラー、ヴェアリンその他が属するアンスバッハ・サークルからアンスバッハの勧告と題するバルメン宣言に向けての神学的批判が1934年6月11日に発表された。旧約聖書学者ゲルハルト・キッテル、組織神学者ヘルマン・ザッセ、およびルター派牧師集団からもさらなる批判が出された。他方、ドイツ・キリスト者(DC) は狭い意味でこのバルメン宣言の諸テーゼ全般を意図的に無視した。